# Martha San Juan França
Martha San Juan França é uma jornalista e pesquisadora brasileira. Em sua atuação profissional, especializou-se em comunicação e jornalismo científico. Trabalhou no Estado de São Paulo, na Galileu e na revista Unesp Ciência. Em 1992, foi agraciada com o Prêmio José Reis de Divulgação Científica.
Formou-se em Jornalismo na Universidade de São Paulo. Tem mestrado e doutorado em História da Ciência pela PUC-SP, respectivamente em 2004 e 2008. Sua tese de doutorado intitula-se "Ciência em tempos de Aids: uma análise da resposta pioneira de São Paulo à epidemia".
Foi vice-presidente da Associação Brasileira de Jornalismo Científico. É autora de Células-tronco: esses "milagres" merecem fé.
Em 1992, Martha San Juan França recebeu o Prêmio José Reis de Divulgação Científica. A comissão avaliadora assim justificou a premiação: "Por sua atuação junto a diversos veículos de comunicação, com reportagens bem elaboradas sobre atividade científica nacional". Em 2016, venceu o Prêmio Longevidade de Jornalismo, pelo artigo "A ausência da lembrança", publicado em Valor Econômico.
Sobre o jornalismo científico, em texto de 2005, Martha San Juan França disse:

Enquanto repórteres de política e economia frequentemente vão além dos releases oficiais para comprovar a veracidade das notícias, os colegas de ciência se contentam com a informação autorizada, os papers (relatórios científicos), entrevistas coletivas e revistas especializadas. Enquanto as notícias de outras áreas são normalmente objeto de crítica, a ciência e a tecnologia são poupadas – até que ocorram acidentes trágicos. Se bons jornalistas são reconhecidos – e temidos – por suas análises críticas, no caso de ciência, a investigação e a crítica costumam passar longe.— Martha San Juan França

## Prêmios
- Prêmio Longevidade de Jornalismo, categoria "Mídia Impressa", 2016[12]
- Prêmio José Reis de Divulgação Científica, 1992[1]